# Karl Wand
Karl Wand (* 31. Januar 1920 in Gerolstein; † 13. Oktober 2009) war ein deutscher Botschafter.

## Leben
Der Vater von Karl Wand war der Lehrer Ernst Wand (* 29. Mai 1891; † 3. Oktober 1963), ein Mitglied der (Zentrums-Partei). Karl Wand ministrierte mit Alois Mertes, besuchte mit seinem Bruder Ernst Wand († 1942 auf der Krim) das katholische Internat in der Abtei Maria Laach und ab 1934 das Siebengebirgsgymnasium in Bad Honnef. Nach dem Abitur wurde Wand mit Reichsarbeitsdienst, Wehrdienst und Krieg beschäftigt. Am 20. Juli 1944 war Wand Offizier im deutsch besetzten Paris und bis November 1945 Kriegsgefangener der Streitkräfte der Vereinigten Staaten.
Ab 1946 studierte Karl Wand Geschichte. Nach der Promotion arbeitete Wand zunächst als Volontär bei einer Zeitung. Am 8. Juni 1956 hatte Karl Wand ein Vorstellungsgespräch bei Konrad Adenauer in dessen Folge er Pressereferent des Bundeskanzlers wurde. Anschließend trat Wand in den auswärtigen Dienst, wo er zunächst in Skandinavien eingesetzt wurde und in Schweden Dagny Wand, Balletteuse an der Königlichen Oper (Stockholm) heiratete. Sie haben vier Töchter. Dagny Wand leitete The National Ballet of Angola.
Bevor Wand 1983 Botschafter in Angola wurde, hatte er mehrere Einsätze in Afrika, unter anderem als Presseattaché in Nigeria, als Botschafter in Benin (1971 bis 1975) und als Botschafter in Malawi (1980 bis 1983).
1983 wechselte Wand als Botschafter der Bundesrepublik Deutschland in die Volksrepublik Angola und wurde von dem Präsidenten der Volksrepublik Angola, José Eduardo dos Santos, zur Entgegennahme seines Akkreditierungsschreibens empfangen. Während seiner Amtszeit in Angola war Wand auch bei der Regierung von São Tomé und Príncipe mit Sitz in Luanda akkreditiert. Der Bürgerkrieg in Angola (1975 bis 2002) überdauerte die Amtszeit von Wand in Angola.
Ab 1984 oder 1985, bis zu seiner Pensionierung 1986, war Wand Deutscher Botschafter in Gabun. Nach Eintritt in den Ruhestand lebte Wand bis zu seinem Tod 2009 in Stockholm.
Unter dem Titel Eine Afrika-Expedition in den Tod. Deutsche unter anderen Völkern, Band 12. Roether, Darmstadt 1986, schrieb Wand eine Biografie über Albrecht Roscher.
Sein Biograf war der kurzzeitige Leiter des Presse- und Informationsamt der Bundesregierung, Heinrich Brand.

## Veröffentlichungen
- Zwei Brüder im Hitlerkrieg.
- Leier, Schwert und Liebe. 1992 (Gedichtband)